# 21656 Knuth
21656 Knuth è un asteroide della fascia principale. Scoperto nel 1999, presenta un'orbita caratterizzata da un semiasse maggiore pari a 2,7079721 au e da un'eccentricità di 0,2279093, inclinata di 9,25762° rispetto all'eclittica.
L'asteroide è dedicato all'informatico statunitense Donald Knuth.